# Molasa

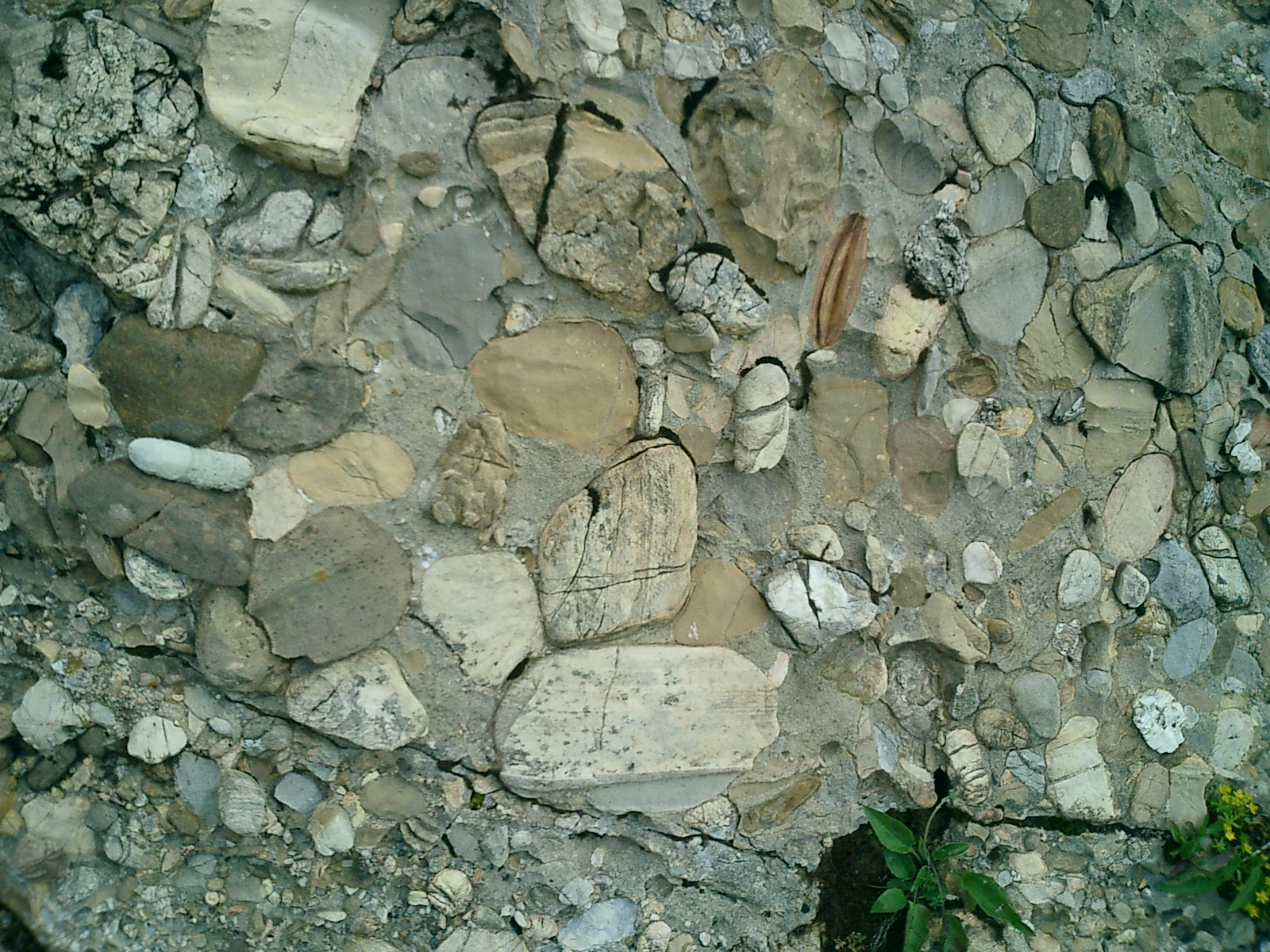
Molasa v Appenzellských Alpách

Molasa je geologický termín, kterým se označuje mocný komplex usazených hornin - pískovců, jílovitých břidlic a slepenců, vznikajících v kontinentálním, mořském a brakickém prostředí erozí vyvrásněného horstva v předhlubni nebo v mezihorských pánvích. Vyskytují se například v Alpách, Karpatech nebo v Himálaji.
Molasové předhlubně vznikají v předpolí orogénu, na hranici mezi platformou a vystupujícím horským pásmem, které nejčastěji reprezentuje flyšová zóna. Na rozdíl od flyše, na který většinou diskordantně nasedá, však tyto sedimenty nevznikají v mořském, ale spíše ve sladkovodním prostředí nížinných a prohlubňových řek a jezer. Mají lineární tvar a délku často přesahující 1000 km.
Molasa může v některých případech úplně vyplnit okrajovou pánev a dosáhnout mocnosti až 3000 až 6000 m. Tím vznikne zarovnané depoziční prostředí, které ale v hloubce nadále skrývá svou synklinální strukturu.